# Orénoquie

Carte de la Colombie ; l’Orénoquie est en vert clair.

L’Orénoquie est une région naturelle de Colombie, connue également sous le nom de Llanos orientaux car elle recouvre toute la partie nord des plaines orientales du pays.
C’est une région de grande activité d’élevage en plein air et de propriétés agricoles. 
Elle a joué un rôle important dans les luttes d’indépendance colombienne et vénézuélienne contre l’Espagne.
Cette région est le berceau de la culture llanera, marquée par des musiques, danses et jeux typiques qui trouvent souvent leur inspiration autour du bétail et de l’agriculture.

## Géographie

### Sous-regions naturelles
Les sous-régions naturelles de l’Orénoquie colombienne sont :
- le piedmont llanero ;
- les plaines du Meta ;
- les plaine du Guaviare ;
- les marais de l’Arauca ;
- les monts de la Macarena.

### Départements
Les départements colombiens qui ont tout ou partie de leur territoire en Orénoquie sont :
- Arauca ;
- Casanare ;
- Meta ;
- Vichada ;
- Guainía, dont le sud du territoire appartient à la région Amazonique.

### Villes principales
Les principales villes de l’Orénoquie son, par taille décroissante : 
- Villavicencio, la capitale du département de Meta ;
- Yopal, la capitale du département de Casanare ;
- Arauca, la capitale du département d’Arauca ;
- San José del Guaviare, la capitale du département de Guaviare;
- Puerto López, chef lieu de municipalité municipio dans le département de Meta et plus grand port sur le río Meta ;
- Tame, dans le département d’Arauca ;
- Aguazul, dans le département de Casanare, de même que Orocué ;
- Puerto Carreño, la capitale du département de Vichada ;
- Inírida, la capitale du département de Guainía.

## Cultures, fêtes et arts populaires

### Culture
- Danse joropo ;
- Arts et traditions de l’élevage en plein air.

### Fêtes et festivals
- Festival national de la chanson et tournoi international de joropo. Sa[précision nécessaire] première édition eut lieu en 1960, année de la création administrative du département de Meta.
- Fêtes patronales de Santa Bárbara[précision nécessaire] d’Arauca
- Festival de la Negrera

### Parc naturels nationaux
- Parc naturel national de La Macarena
- Parc naturel national El Toparro